# ムシクイオオクサガエル
ムシクイオオクサガエル（虫食大草蛙、Leptopelis vermiculatus）は、クサガエル科オオクサガエル属に分類されるカエル。タンザニア固有種である。

## 形態
体長3.9-8.5cm。オスよりもメスの方が大型になり、オスは最大でも体長5cm程度。腹面には白と黒の斑紋が入る。虹彩は金属光沢のある黄色や緑色。後肢の趾には水掻きが発達する。
幼体の背面の体色は緑色で、黒い虫食い模様が入ることが和名の由来。オスの一部とメスは成長に伴い体色が褐色になり、不規則な暗色の斑紋が入るが、オスの一部の個体は幼体の色彩を残したまま成熟する。

## 生態
森林に生息する。食性は動物食で、昆虫類などを食べる。
繁殖形態は卵生。雨季に水辺の地中に卵を産み、孵化した幼生は降雨による増水によって近くの水場へ移動する。

## 人間との関係
ペットとして飼育されることがあるため、日本にも輸入されており、属内では最も流通量が多く野生個体が流通する。テラリウムで飼育され、ある程度の高さがあるケージでの飼育が望ましい。床材に潜って休むことがあるため、ケージにはヤシガラ土や腐葉土などの保湿力を持つ潜りやすい床材をやや厚めに敷く。極度の蒸れには弱いため、蓋やケージの側面を金網などにして通気性を確保し、やや乾燥した環境にしておくほか、枝や流木、観葉植物などを組んで活動場所や隠れ家にしておく必要がある。飼育下では寿命は約5年程である。
極度の低温には弱いため、冬季には暖房器具を使用したり、ケージを温室に収納する。水は全身が浸れる程度の水容器を用意し、夜間や消灯時に霧吹きで水分を与える。餌はコオロギなどをピンセットなどで各個体に与えるか、餌容器に入れて与える。餌に対しては事前に野菜などの餌を与えたり、サプリメントを振りかけて栄養価を上げる。生餌の場合は餌に反撃されたり逃げられるのを防ぐため、顎や触角、後肢を潰したり折ってから与える。

## 画像

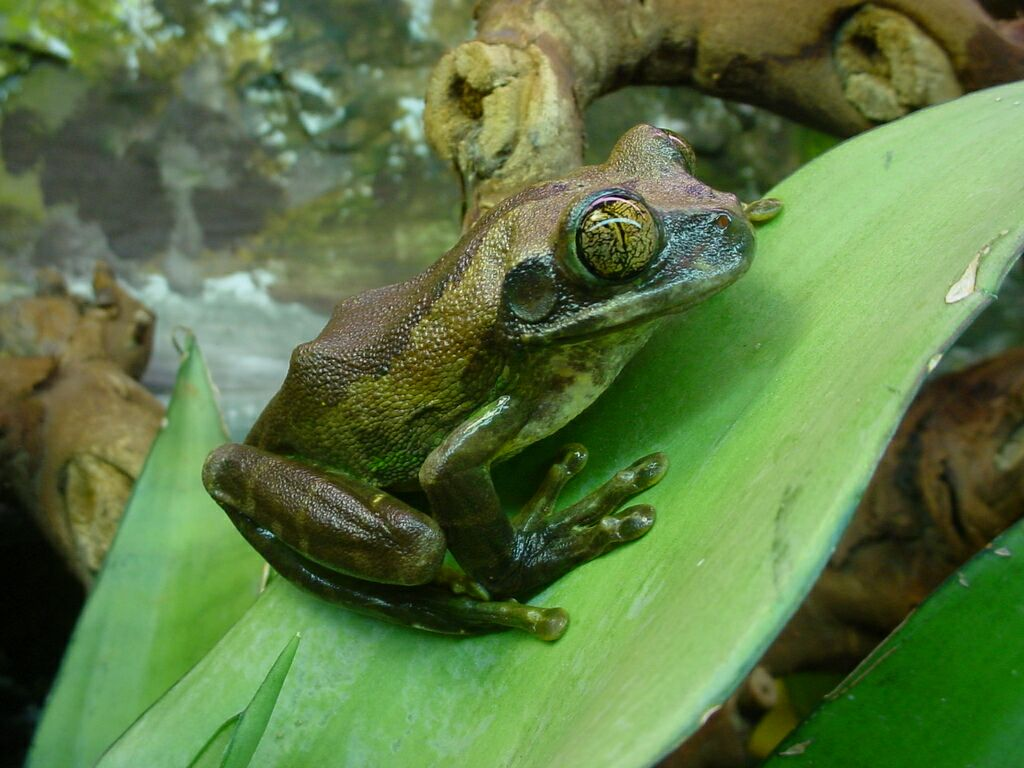